# 小寺裕雄
小寺 裕雄（こてら ひろお、1960年9月18日 - ）は、日本の政治家。自由民主党所属の衆議院議員（3期）、自由民主党情報・通信関係団体委員長兼総務部会長代理。
内閣府大臣政務官、滋賀県議会議員（3期）、滋賀県議会副議長などを歴任した。

## 経歴
滋賀県八日市市（現：東近江市）出身。東近江市春日町在住。滋賀県立彦根東高等学校卒業。小学校3年生から高校3年生まで柔道に打ち込み、60キロ級で滋賀県で優勝した。1978年に会津若松市で開かれた全国大会に出場。
1986年の3月に同志社大学文学部を卒業。同年4月、「ブックボックス」という書店を開業。店では本だけでなく、レンタルビデオ、ゲームソフト、トレーディングカード、CD、DVDなども扱った。その後、ファミリーマートの店舗を経営。
2003年の滋賀県議会議員選挙を迎えるにあたり、定数2の八日市市選挙区では自民党内部で分裂が起こった。現職自民党の中島敏は主流派であったが、反主流派は、当時の議長の同級生の息子である小寺を担ぎ出し、自民党は中島と小寺の二人に公認を出した。小寺は順位2位で初当選し、中島は落選した。
2007年の滋賀県議選では東近江市選挙区より立候補し、次点で落選。
2009年2月15日に行われた東近江市長選挙に立候補するも、次点で落選。
2011年の滋賀県議選では東近江市選挙区より立候補し、得票数一位で返り咲きを果たす。
2015年の滋賀県議選では東近江市・日野町・愛荘町選挙区より立候補し、前回に続く得票数一位で3選。
県議時代は、衆議院議員の滋賀4区において全国公募で選ばれた武藤貴也を、甲賀市選出の県議と二人で支えた。2012年の初当選時は選対本部長を務めた。2015年8月、武藤が未公開株の金銭トラブルに巻き込まれていることや未成年男性を買春していたことなどが週刊誌に報じられた。武藤は自民党を離党し、後任の支部長に内定する。しかし、活動不足や支部内での不祥事の続発などを理由に党本部から支部長の正式な選任を受けられず一時は支部長"代行"とされる。2016年11月になって正式に支部長に選任される。
2017年4月に滋賀県議会副議長に就任。同月、二階派に入会する。
2017年10月、衆議院解散を受け、滋賀県議会議員を3期目の途中で辞職し、滋賀4区より自民党公認で立候補。希望の党の徳永久志、日本共産党の西沢耕一を破り初当選した。
2021年10月31日の第49回衆議院議員総選挙にて、立憲民主党公認の徳永を破りで再選（徳永は比例復活で当選）。
2023年2月6日、衆議院の小選挙区の「10増10減」に伴い滋賀県の小選挙区数が1減の3となることに対応するため、自民党滋賀県連は、次期衆院選で小寺を比例近畿ブロックに転出させることを決めた。
2024年10月27日の第50回衆議院議員総選挙では比例近畿ブロック単独1位で出馬し当選。同年11月15日、自由民主党情報・通信関係団体委員長兼総務部会長代理に就任。

## 選挙歴
| 当落 | 選挙                     | 執行日         | 年齢 | 選挙区                         | 政党       | 得票数    | 得票率 | 定数 | 得票順位 /候補者数 | 政党内比例順位 /政党当選者数 |
| ---- | ------------------------ | -------------- | ---- | ------------------------------ | ---------- | --------- | ------ | ---- | ------------------ | ---------------------------- |
| 当   | 2003年滋賀県議会議員選挙 | 2003年4月13日  | 42   | 八日市市選挙区                 | 無所属     | 5494票    | 33.67% | 2    | 2/3                | /                            |
| 落   | 2007年滋賀県議会議員選挙 | 2007年4月8日   | 46   | 東近江市選挙区                 | 自由民主党 | 6298票    | ーー   | 4    | 5/7                | /                            |
| 落   | 2009年東近江市長選挙     | 2009年2月15日  | 48   | ――                             | 無所属     | 1万6392票 | 34.60% | 1    | 2/3                | /                            |
| 当   | 2011年滋賀県議会議員選挙 | 2011年4月10日  | 50   | 東近江市選挙区                 | 自由民主党 | 9066票    | ーー   | 4    | 1/7                | /                            |
| 当   | 2015年滋賀県議会議員選挙 | 2015年4月12日  | 54   | 東近江市・日野町・愛荘町選挙区 | 自由民主党 | 1万1351票 | ーー   | 5    | 1/8                | /                            |
| 当   | 第48回衆議院議員総選挙   | 2017年10月22日 | 57   | 滋賀県第4区                    | 自由民主党 | 8万114票  | 47.79% | 1    | 1/3                | /                            |
| 当   | 第49回衆議院議員総選挙   | 2021年10月31日 | 61   | 滋賀県第4区                    | 自由民主党 | 8万6762票 | 54.61% | 1    | 1/2                | /                            |
| 当   | 第50回衆議院議員総選挙   | 2024年10月27日 | 64   | 比例近畿ブロック               | 自由民主党 | ーー票    | ーー   | 28   | /                  | 1/6                          |

## 政策・主張

### 憲法
- 憲法改正について、2017年、2021年、2024年のアンケートで「賛成」と回答[17][18][19]。
- 改正すべき項目として「集団的自衛権の保持を明記する」「各都道府県から必ず1人は参議院議員を選出するよう明記する」「緊急事態に関する条項を新設する」と主張[18]。
- 憲法9条への自衛隊の明記について、2021年のアンケートで「どちらかといえば賛成」と回答[20]。
- 憲法を改正し緊急事態条項を設けることについて、2021年の毎日新聞社のアンケートで「賛成」と回答[21]。

### 外交・安全保障
- 安全保障関連法の成立について、2017年のアンケートで「評価する」と回答[17]。
- 「他国からの攻撃が予想される場合には敵基地攻撃もためらうべきではない」との問題提起に対し、2021年のアンケートで「どちらかと言えば賛成」と回答[18]。
- 「北朝鮮に対しては対話よりも圧力を優先すべきだ」との問題提起に対し、2017年のアンケートで「どちらかと言えば賛成」と回答[17]。2021年のアンケートで「どちらとも言えない」と回答[18]。
- 普天間基地の辺野古移設について、2021年のアンケートで「賛成」と回答[18]。
- 経済的、軍事的に台頭する中国に対して、日本は今の外交方針でよい[22]。
- 日本の核武装について、2017年の毎日新聞社のアンケートで「将来にわたって検討すべきでない」と回答[22]。

### ジェンダー
- 選択的夫婦別姓制度の導入について、2017年のアンケートで「どちらかといえば賛成」と回答[17]。2021年のアンケートで「どちらかといえば反対」と回答[18]。2024年のアンケートで「賛成」と回答[19]。
- 同性婚を可能とする法改正について、2017年のアンケートでは「どちらかといえば賛成」と回答[17]。2021年の朝日新聞社のアンケートで「どちらかと言えば反対」と回答し、同年のNHKのアンケートで「反対」と回答[20]。2024年の毎日新聞社のアンケートで「賛成」と回答[19]。
- 「LGBTなど性的少数者をめぐる理解増進法案を早期に成立させるべきか」との問題提起に対し、2021年のアンケートで「どちらかといえば賛成」と回答[18]。
- クオータ制の導入について、2021年のアンケートで「どちらかといえば反対」と回答[20]。

### その他
- アベノミクスについて、2017年のアンケートで「評価する」と回答[17]。
- 安倍内閣による森友学園問題・加計学園問題への対応について、2017年のアンケートで「評価する」と回答[17]。
- 森友学園への国有地売却をめぐる公文書改竄問題で、2021年5月6日、国は「赤木ファイル」の存在を初めて認めた[23]。しかし5月13日、菅義偉首相はファイルの存在を踏まえた再調査を行わない考えを報道各社に書面で示した[24]。9月の自民党総裁選挙で総裁に選出された岸田文雄も10月11日、衆議院本会議の代表質問で再調査の実施を否定した[25]。国の対応をどう考えるかとの同年の毎日新聞社のアンケートに対し「これ以上、調査や説明は必要ない」と回答[21]。
- 「ドナルド・トランプ大統領を信頼できるか」との問いに対し、2017年の毎日新聞社のアンケートで「信頼できる」と回答[22]。
- 首相が自由に衆院を解散できる今の仕組みは問題ではない[22]。
- 消費税率を2019年10月に10%に引き上げることに賛成[22]。
- 原発は当面は必要だが、将来的には廃止すべき[22]。
- 共謀罪の成立を評価する[17]。
- カジノの解禁に賛成[22]。
- 受動喫煙防止を目的に飲食店などの建物内を原則禁煙とする健康増進法改正案に賛成[26]。

## 統一教会との関係
- 2020年8月9日、世界平和統一家庭連合（旧統一教会）の関連団体「天宙平和連合（UPF）」が主催する自転車イベント「ピースロード滋賀大会2020」が栗東芸術文化会館さきらで開催。小寺は同大会に来賓として出席し、挨拶した[27]。
- 2021年12月11日、統一教会の関連団体「世界平和青年学生連合（YSP）」が共催者として名を連ね、同じく関連団体の「滋賀県平和大使協議会」が後援するイベント「ピースパートナーフェス西日本2021イン滋賀」が守山市で開催。小寺は同イベントに出席した[28]。
- 2022年8月10日、中日新聞社が中部6県の全73人の衆参国会議員を対象に実施したアンケートを公表。全体の4人に1人が統一教会と何らかの関わりを持っていたことが明らかとなった[29]。岸田文雄首相は8月8日の自民党臨時役員会で、統一教会をめぐり「政治家の責任で関係をそれぞれ点検し、適正に見直してもらいたい」と述べ、党所属国会議員全員に通達するよう指示[30]したが、小寺ら10人の同党議員はアンケートに答えることを拒否した[29]。
- 2022年7月から8月にかけて、共同通信社は、全国会議員712人を対象に、統一教会との関わりを尋ねるアンケートを実施。8月31日に各議員の回答の全文を公表した。しかし小寺はここでもアンケートに答えることを拒否した[31][32]。

## 所属団体・議員連盟
- 自民党たばこ議員連盟[33]
- 神道政治連盟国会議員懇談会[34]